# JMC大分送信所
JMC大分送信所（ジェイエムシーおおいたそうしんじょ）は、大分県大分市のジャパン・モバイルキャスティングの中継局である。

## 概要
- 当送信所は、大分市原新町5のNTTコミュニケーションズ原新ビルに置かれ、県中東部の一部へ電波を発射していた。
- なお、当送信所は、地上波テレビ放送の送信所が置かれている十文字原には置かれなかった。

2015年11月、NOTTVは2016年6月30日にサービス終了予定と発表された。
2016年6月30日、サービス終了に伴い停波、運用を終了した。

## 送信施設概要
| 周波数                                | 放送局名                               | 空中線電力 | 実効輻射電力 | 放送区域             | 放送区域内世帯数 |
| 214.714286MHz VHF11chに相当する周波数 | NOTTV ジャパン・モバイルキャスティング | 7.5kW      | 59kW         | 大分県中東部の広範囲 | 28万4595世帯     |

## 沿革
- 2013年9月6日 - 予備免許交付
- 2013年9月24日 - 試験放送開始
- 2013年10月下旬頃 - 本放送開始